# Frontera entre Chile y Perú
La frontera entre Chile y Perú es un límite internacional que separa a los territorios de ambos países. Consta de dos tramos, uno terrestre y otro marítimo. Es una de las fronteras más cortas de Sudamérica.
El primero es una línea divisora de 169 kilómetros, que va de oeste a este, desde un punto en el océano Pacífico, el Punto "Concordia" según Perú, el Hito N.º 1 según Chile, hasta la meseta de Ancomarca.
El segundo se inicia en el punto en que el paralelo geográfico que pasa por el Hito N.º 1 se interseca con la línea de baja marea, y a partir de allí se prolonga hasta las 80 millas náuticas, luego continúa en dirección sudoeste sobre una línea equidistante desde las costas de ambos países hasta su intersección con el límite de las 200 millas náuticas medidas desde las líneas de base de Chile y, posteriormente, continúa hacia el sur hasta el punto de intersección con el límite de las 200 millas náuticas medidas desde las líneas de base de ambos países. 

## Historia

### Demarcación de la frontera terrestre

Mapa que muestra los cambios territoriales surgidos a base del Tratado de Ancón (1883).

Mapa que muestra la Cuestión de Tacna y Arica y su posterior solución con el Tratado de Lima (1929).

Al inicio de la vida republicana, según una parte de la historiografía, no existían límites entre el Virreinato del Perú y la Capitanía General de Chile. Perú limitaba al sur con Charcas, al igual que Chile en su frontera norte.
Existe otra postura entre los historiadores que afirma de que Chile y Perú limitaban en el río Loa y de que Bolivia habría ocupado ilegalmente el corredor de Atacama ya que este habría pertenecido en exclusiva a Chile.

Fronteras entre los tres países anteriores y posteriores a la Guerra del Pacífico

Tras una controversia entre Bolivia y Chile, el 5 de abril de 1879 estalla la Guerra del Pacífico. El Perú se ve inmerso en ella, debido a la alianza defensiva que tenía con Bolivia.
En 1883 Chile y Perú firman el Tratado de Ancón, en el cual Perú cede a perpetuidad la provincia de Tarapacá, y entrega las provincias de Tacna y Arica por un período de 10 años hasta la realización de un plebiscito, el cual finalmente no se realiza debido a diversos problemas.
En 1925, a pedido del árbitro estadounidense, la República de Chile devuelve Tacna y sus alrededores a la República Peruana.
Finalmente ambos países firman un nuevo tratado, el Tratado de Lima en el cual fijan una nueva frontera en la cual Chile permanece con Arica pero debe devolver Tacna.
El 28 de agosto de 1929 Tacna es reincorporada al Perú.
Más adelante surge una disputa sobre el tramo de la frontera que desemboca en el mar, este desacuerdo es conocido como la controversia entre Chile y Perú sobre el triángulo terrestre, el desacuerdo fue resuelto el 27 de enero de 2014 mediante una sentencia de la Corte Internacional de Justicia que estableció la frontera marítima definitiva entre ambos países.  Las coordenadas exactas de la frontera marítima binacional fueron determinadas el 25 de marzo de 2014, mediante la suscripción en Lima de un acta por representantes de ambos Estados.

### Demarcación de la frontera marítima

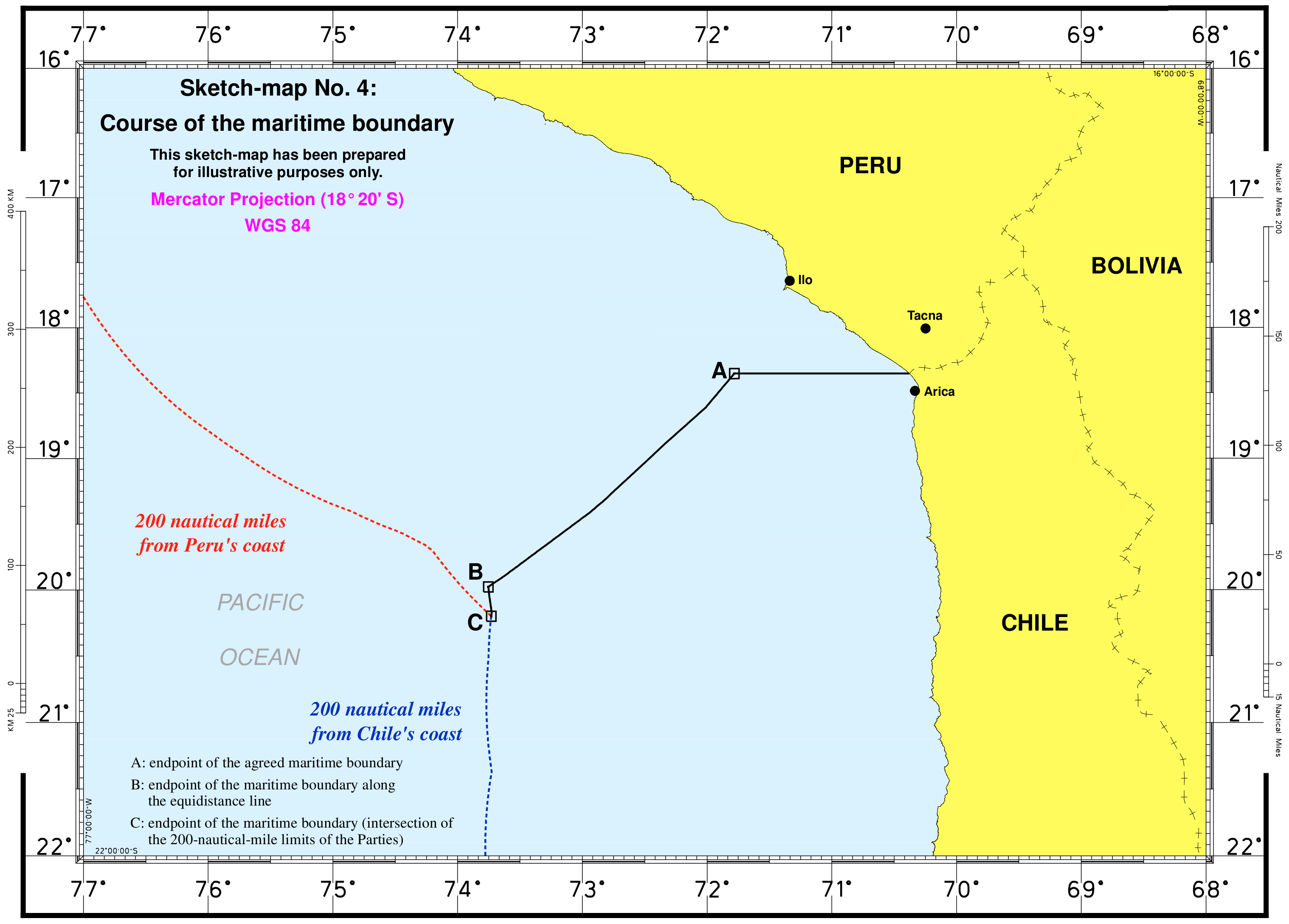
Mapa esquemático de la Corte, que muestra límites marítimos entre Chile y Perú, según su sentencia.

En 2014, la sentencia adjudicó al Perú un área total aproximado de 50 000 km², que formó parte de las zonas marítimas peruanas. Previo a ello, hubo dos sectores con un estatus jurídico distinto: el primero con una superficie aproximada de 22 000 km², propiedad de Chile como parte de su zona económica exclusiva y por tanto explotado como mar patrimonial; mientras que el segundo sector, de 28 471,86 km², fue considerado por el Estado chileno como alta mar, es decir, un área oceánica abierta a todos los países.

## Ciudades fronterizas
Perú:
- Tacna y Tarata

 Chile:
- Arica y Visviri